# 楚河区 (楚河州)
楚河区是吉尔吉斯斯坦北部州份楚河州的一个区。该区面积为1,756平方（678平方英里），2009年常住人口为47,017人。该区环绕托克马克市，但在行政区划上互不隶属。该区治所在楚镇。